# Pippax vanstallei
Pippax vanstallei är en insektsart som beskrevs av Alexander Fyodorovich Emeljanov 2008. Pippax vanstallei ingår i släktet Pippax och familjen Dictyopharidae. Inga underarter finns listade i Catalogue of Life.